# 格拉布訥施泰因山
47°37′58″N 14°30′16″E / 47.63278°N 14.50444°E
格拉布訥施泰因山（德語：Grabnerstein），是奧地利的山峰，位於該國東南部，由施泰爾馬克州負責管轄，屬於恩斯塔爾阿爾卑斯山脈的一部分，海拔高度1,847米，最高點海拔高度1,513米。